# Régiment Royal-Nassau hussards
Pour les articles homonymes, voir Régiment de Nassau.
Le régiment Royal-Nassau hussards est un régiment de cavalerie du royaume de France créé en 1756.

## Création et différentes dénominations
- 1er avril 1756 : création des Volontaires de Nassau-Saarbrück hussards
- 7 avril 1758 : renommé Volontaires royaux de Nassau hussards
- 14 juin 1758 : renommé régiment Royal-Nassau hussards
- 25 mars 1776 : réformé par incorporation du 1er escadron dans le régiment de Berchény hussards, du 2e dans Chamborant, du 3e dans Conflans et du 4e dans Esterhazy

## Équipement

### Habillement
Bonnet ou schako de feutre noir bordé d’un galon de poil de chèvre blanc et orange, au milieu la fleur de lys sur le devant et une aigrette de plume ; col noir, pelisse de drap rouge doublée de peau de mouton blanc et bordée de peau d’agneau noir, dolman ou veste de drap bleu de roi ; sur l’une et l’autre cinq rangs de boutons blancs pour former les boutonnières à la Hongroise ; le collet et les parements de la veste de drap ventre de biche, écharpe de laine ponceau à boutons de poil de chèvre blanc et orange ; culotte de drap bleu de roi garnie de charevaris de peau de cerf avec trois rangs de cordonnets à l’entour des dits charevaris et par derrière, la sabretache de drap rouge avec un lion couronné au milieu et bordée d’un galon blanc et orange, ceinturon de sabre de cuir de Russie ; fischemas ou bottes de veau noir à talons et éperons de fer ; bandoulière de cuir de cerf blanchi, avec une grosse boucle de cuivre jaune, le cartouchier de cuir noir, le manteau de drap blanc.

## Historique

### Colonels et mestres de camp
- 18 novembre 1756 : Guillaume Henri de Nassau-Saarbrück, prince de Nassau, brigadier le 1er mai 1742, maréchal de camp le 2 mai 1744, lieutenant général des armées du Roi le 1er janvier 1748
- 1764 : baron d’Orb, brigadier
- 24 mars 1772 : (mestre de camp lieutenant) prince de Nassau, maréchal de camp